# ساکای ماساهیسا
ساکای ماساهیسا (به ژاپنی: 坂井 政尚 Sakai Masahisa); ۱ ژانویهٔ ۱۵۵۰ – ۲۶ نوامبر ۱۵۷۰) سامورایی اهل ژاپن بود. در نبرد آنه‌گاوا یکی از فرماندهان بود.